# Liopropoma
Genre
Liopropoma est un genre de poissons de la famille des Serranidae.

## Liste des espèces
Origine FishBase 2019
- Liopropoma aberrans (Poey, 1860)
- Liopropoma africanum (Smith, 1954)
- Liopropoma aragai Randall & Taylor, 1988
- Liopropoma aurora (Jordan & Evermann, 1903)
- Liopropoma carmabi (Randall, 1963)
- Liopropoma collettei Randall & Taylor, 1988
- Liopropoma danae (Kotthaus, 1970)
- Liopropoma dorsoluteum Kon, Yoshino & Sakurai, 1999
- Liopropoma emanueli (Wirtz & Schliewen, 2012)
- Liopropoma erythraeum Randall & Taylor, 1988
- Liopropoma eukrines (Starck & Courtenay, 1962)
- Liopropoma fasciatum Bussing, 1980
- Liopropoma flavidum Randall & Taylor, 1988
- Liopropoma incandescens (Pinheiro & Sheperd & Greene & Rocha, 2019)
- Liopropoma incomptum Randall & Taylor, 1988
- Liopropoma japonicum (Döderlein in Steindachner & Döderlein, 1883)
- Liopropoma latifasciatum (Tanaka, 1922)
- Liopropoma lemniscatum Randall & Taylor, 1988
- Liopropoma longilepis Garman, 1899
- Liopropoma lunulatum (Guichenot, 1863)
- Liopropoma maculatum (Döderlein in Steindachner & Döderlein, 1883)
- Liopropoma mitratum Lubbock & Randall, 1978
- Liopropoma mowbrayi Woods & Kanazawa, 1951
- Liopropoma multilineatum Randall & Taylor, 1988
- Liopropoma olneyi (Baldwin & Johnson, 2014)
- Liopropoma pallidum (Fowler, 1938)
- Liopropoma randalli (Akhilesh, Bineesh & White, 2012)
- Liopropoma rubre Poey, 1861
- Liopropoma santi (Baldwin & Robertson, 2014)
- Liopropoma susumi (Jordan & Seale, 1906)
- Liopropoma swalesi (Fowler & Bean, 1930)
- Liopropoma tonstrinum Randall & Taylor, 1988